# 渥美町

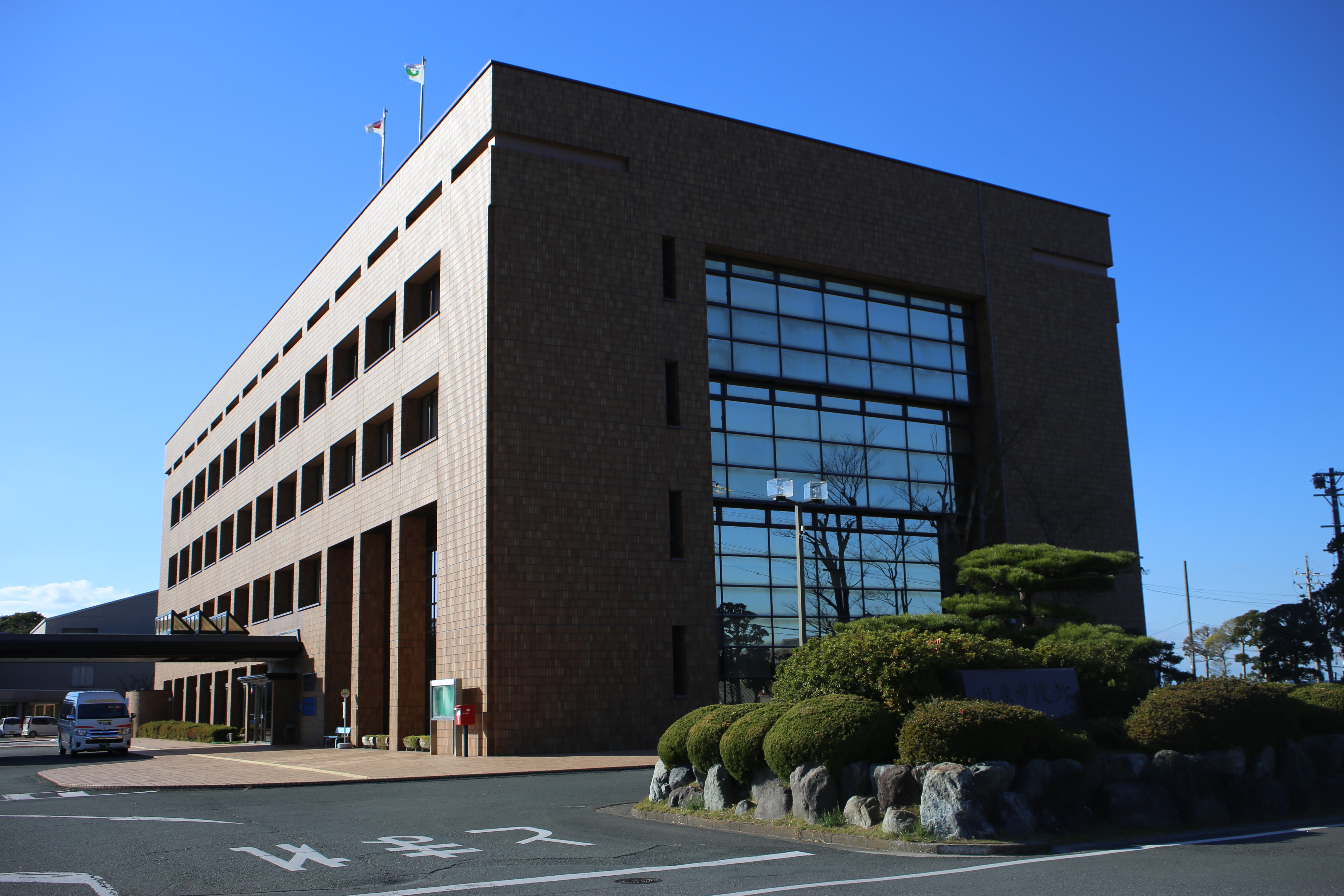
田原市役所渥美支所（旧：渥美町役場）

渥美町（あつみちょう）は、愛知県の最南に位置した町。2005年10月1日に田原市へ編入された。

## 地理
- 海：三河湾、伊勢湾、太平洋
- 半島：渥美半島

渥美半島の先端部にあり、北は三河湾、南は太平洋に面している。また、伊良湖水道を挟んで志摩半島と対峙している。伊良湖岬の沖には三島由紀夫の小説『潮騒』で有名な神島（行政区分としては鳥羽市に属す）がある。
地形としては、低山部・丘陵部と平坦部に大別される。赤石山系の南端が張り出し、町の東部から中央部を貫き先端にかけて300m程度の山々を形成している。その周辺に、海に面して平地が広がっている。町の北西部に最も平坦な地形が形成されている。
太平洋側は日出の石門から静岡県の潮見坂までは片浜十三里という砂浜となっている。また、先端から三河湾側には西山砂丘があり、その先の福江湾には砂州が発達している。

## 歴史
1955年4月15日に福江町、伊良湖岬村、泉村の1町2村が合併し形成された。縄文時代には人々が住んでいたことが知られ、縄文時代の伊川津、保美などの貝塚からは人骨が出土している。平安末期から鎌倉時代の古窯跡として、国や県の史跡の指定を受けている伊良湖東大寺瓦窯跡があり、また、町内の大半が伊勢神宮領となるなど、海を挟んだ対岸との交流が深かったことがうかがえる。江戸時代には田原藩の三宅氏等の大名領、天領、旗本知行地、寺領が混在していた。
昭和中期までは漁業がこの地域の生計の中心であった。現在の渥美町に当たる地域は土壌の質が悪く、水源の確保が難しいために農業はこの町の大きな産業にはなり得なかった。しかし、1968年に豊川用水が最終貯水池である初立ダムの建設をもって完成し、大規模な土壌改良を施した結果、全国有数の大規模近郊農業地帯として発展を遂げた。
また、1971年に中部電力の火力発電所が稼働を始めてからは町の財政も豊かになったが、後には、発電設備の老朽化により、縮小しつつあった。それに伴い町の財政も苦しくなり、観光の不振もあって、2001年の10月には同じ渥美郡を構成していた田原町、赤羽根町とともに対等合併のための法定協議会を設置した。しかし、渥美町側が新市名に郡と半島の名前でもある「渥美市」を主張したのに対し、財政力に恵まれる田原町側が「田原市」を推したことなどから、2002年7月には法定協議会を休止、同年10月に協議会を解散した。
その後、渥美町では2003年7月に早期合併推進を掲げる原功一町長が当選し、財政難もあって合併問題が再燃した。一方、同年8月には田原町が赤羽根町を編入合併し、田原市が成立している。2004年5月23日、渥美町で田原市への編入合併の賛否を問う住民投票が行われ、合併賛成が反対を上回ったことから、田原市へ合併協議を申し入れることとなった。住民投票の結果は、賛成11133票、反対1945票、投票率は74.65%で、全有権者数に占める賛成者の割合でも63%と目標とされた過半数を大幅に超えた。
2004年8月には田原市との間で法定協議会を設置。2005年10月1日に田原市へ編入され、同時に渥美郡も消滅した。

## 行政
町長
- 原功一（2003年から）

## 産業
農業は、野菜、果物・花などの近郊園芸農業が盛んで、農業生産額は日本でもトップクラスである（平成15年農業生産額全国で3位）。豊橋市、田原市と合わせて、全渥美半島が日本を代表する大農業地域でもある。
花の栽培は、電照菊が特に有名である。秋から冬にかけての渥美町を含めた渥美半島の夜は、ビニールハウス越しの光にこうこうと照らされている。
漁業も古くから盛んであり、特にノリの養殖、アサリが有名であるが、昭和40年代を境に衰退している。なお、昭和20年代にはノリの苗を他地域に売ることで利益を得ていたが、この利権を巡る地元有力者たちによる生々しい争いを記したのが、杉浦明平の『ノリソダ騒動記』（1953年、未來社、現在は講談社文芸文庫で復刻）である。
観光業にも長年力を入れてきており、島崎藤村の詩「やしの実」に歌われた伊良湖岬の美しい風景や、海水浴場などがある。しかし、合併の10年程度前から観光客離れに悩まされ、観光の目玉の一つであった伊良湖フラワーパークも平成17年（2005年）3月に閉園していた。

## 教育
- 小学校
  - 渥美町立伊良湖小学校
  - 渥美町立堀切小学校
  - 渥美町立和地小学校
  - 渥美町立亀山小学校
  - 渥美町立中山小学校
  - 渥美町立福江小学校
  - 渥美町立清田小学校
  - 渥美町立泉小学校
- 中学校
  - 渥美町立伊良湖岬中学校
  - 渥美町立福江中学校
  - 渥美町立泉中学校
- 高等学校
  - 愛知県立福江高等学校

## 交通
町内に鉄道はなく、豊橋鉄道（渥美町時代 現：豊鉄バス）のバスが運行していた。太平洋側に国道42号、三河湾側に国道259号が走っており、両者は伊良湖岬で合流している。
伊良湖岬には「道の駅伊良湖クリスタルポルト」があり、対岸の三重県鳥羽市、知多半島の師崎・河和、さらに神島などの離島を結ぶフェリーの旅客ターミナルの役割も果たしている。

### 道路
- 一般国道
  - 国道42号
  - 国道259号
- 都道府県道
  - 愛知県道2号豊橋渥美線
  - 愛知県道2号伊良湖岬白須賀線(1993年まで)
  - 愛知県道398号高松渥美線
  - 愛知県道418号中山伊良湖線
  - 愛知県道419号赤羽根泉港線
  - 愛知県道420号和地福江港線
  - 愛知県道421号中山保美線
  - 愛知県道422号堀切保美線(1994年まで)
  - 愛知県道423号堀切中山線
  - 愛知県道497号渥美豊橋自転車道線

## 名所・旧跡・観光スポット・祭事・催事
- 伊良湖岬
- 恋路ヶ浜
- 日出の石門
- 伊良湖東大寺瓦窯跡
- 伊良湖フラワーパーク（1961年開園、2005年3月閉園）
- 伊良湖神社
  - 御衣祭（おんぞまつり） - 伊勢神宮領であったことを想起させる祭りであり今でも賑わいを見せる。昭和30年代までは渥美半島を代表する祭りであった[要出典]。

## 出身者
- 杉浦明平（小説家）
- 伊藤英成（衆議院議員）
- 渥美洋正征（力士）

## その他
- 日本の音風景100選：伊良湖岬恋路ヶ浜の潮騒